# Salmaciella
Genre
Salmaciella est un genre d'oursins (échinodermes) de la famille des Temnopleuridae.

## Description et caractéristiques

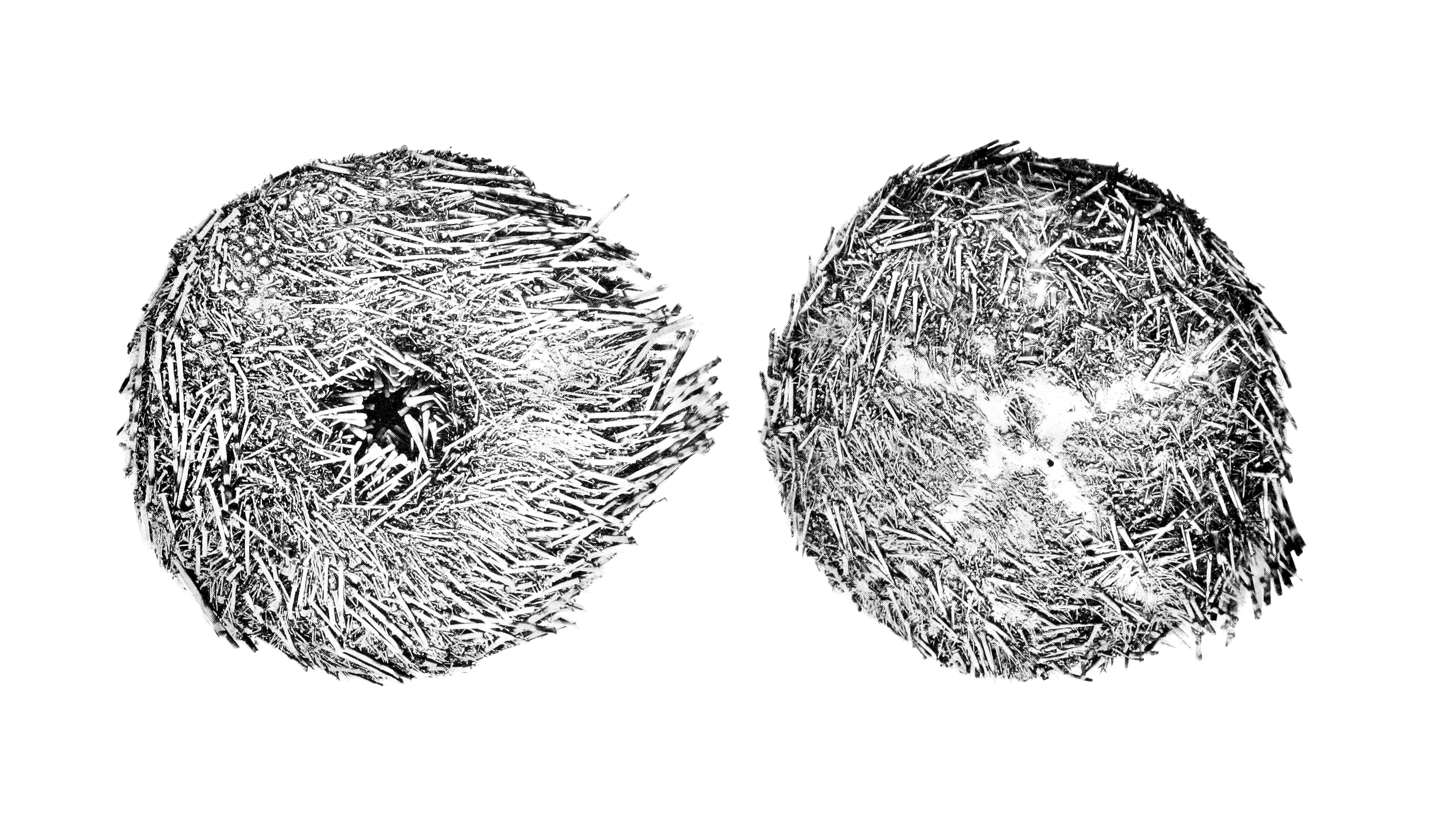
Salmaciella oligopora

Ce sont des oursins réguliers. Leur test (coquille) est hémisphérique à subconique, protégé par des radioles (piquants), l'ensemble suivant une symétrie pentaradiaire (centrale d'ordre 5) reliant la bouche (péristome) située au centre de la face orale (inférieure) à l'anus (périprocte) situé à l'apex aboral (pôle supérieur).
Le test est très aplati dorsalement, et légèrement conique de profil, avec une face orale plate et un péristome très enfoncé.
Le disque apical est dicyclique ou hémicyclique, avec un cercle de tubercules sur les plaques génitales entourant le périprocte, qui est large et circulaire. Des plaques suranales sont visibles, mais seulement chez les juvéniles.
Les ambulacres sont trigéminés, avec des paires de pores éloignées formant une unique bande adradiale assez large. Les plaques portent généralement un tubercule primaire, et sur la moitié inférieure ceux-ci sont éloignés de chaque côté alternativement, formant une double colonne.
Les interambulacres sont allongés, avec des rangées de trois ou quatre tubercules équivalents sur les plques subambitales (un seul tubercule au-dessus de l'ambitus, les plaques les plus aborales étant presque nues). Tous ces tubercules sont non perforés mais très crénulés. 
On observe des zones interradiales nues sur la partie adapicale, et de petites dépressions aux sutures interradiales et perradiales et aux triples points.
Le péristome est petit et très enfoncé, avec des encoches buccales peu prononcées.
Ces oursins se trouvent dans la région Indo-pacifique.

## Liste d'espèces
Selon World Register of Marine Species (10 septembre 2020) :
- Salmaciella dussumieri (L. Agassiz in L. Agassiz & Desor, 1846) -- Indo-pacifique tropical
- Salmaciella erythracis (H.L. Clark, 1912) -- Afrique de l'Est
- Salmaciella oligopora (H.L. Clark, 1916) -- Australie et Philippines